# 天主教拉瓜伊拉教區
天主教拉瓜伊拉教區（拉丁語：Dioecesis Guairiensis）是委內瑞拉一個羅馬天主教教區，屬加拉加斯總教區。
教區成立於1970年4月15日，位於瓦爾加斯州。2004年有教友295,750人（佔轄區總人口91.0%）、廿七個堂區、四十五名司鐸。目前教區主教席位處於出缺狀態。